# Ткачик ангольський
Тка́чик ангольський (Ploceus angolensis) — вид горобцеподібних птахів ткачикових (Ploceidae). Мешкає в Центральній Африці.

## Опис
Довжина птаха становить 13 см. У самців голова темно-коричнева, верхня частина голови чорна. Спина коричнево-кремова, надхвістя жовте, крила чорні з двома булими смугами. Нижня частина тіла білувата. У самиць нижня частина тіла кремова. У молодих птахів верхня частина голови тьмяно-оливково-сіра, дзьоб світлий.

## Поширення і екологія
Ангольські ткачики мешкають в Анголі, Замбії та на півдні Демократичної Республіки Конго. Вони живуть в лісистих саванах міомбо. Зустрічаються парами і зграйками, іноді приєднуються до змішаних зграй птахів. Живляться переважно комахами. Сезон розмноження в Замбії триває з серпня по листопад. Ангольські ткачики є моногамними, гніздяться парами. Гніздо будується парою птахів, на висоті 10 м над землею. В кладці 2 бірюзово-блакитних яйця, поцяткованих темними плямками.